# Zbigniew Buraczyński
Zbigniew Buraczyński (ur. 1966) – polski siatkarz, występujący na pozycji rozgrywającego.

## Kariera
Jest wychowankiem MDK Warszawa. Grał również w juniorach Baildonu Katowice. W 1988 roku został zawodnikiem Górnika Kazimierz. W 1989 roku awansował z tym klubem do I ligi. Na najwyższym szczeblu rozgrywek wystąpił w 40 spotkaniach. W sezonie 1992/1993 występował w Baildonie Katowice, natomiast w latach 1993–1995 był zawodnikiem Warty Zawiercie. Po rozwiązaniu zawierciańskiego klubu został siatkarzem Okocimskiego Brzesko, w którym występował do 1999 roku. W latach 1999–2001 występował w Energetyku Jaworzno. Lata 2001–2002 spędził na wypożyczeniu do KP Polskiej Energii Sosnowiec, gdzie zastępował kontuzjowanego Svena Dörendahla.